# Eucalyptus uvida
Eucalyptus uvida är en myrtenväxtart som beskrevs av Kenneth D. Hill. Eucalyptus uvida ingår i släktet Eucalyptus och familjen myrtenväxter. Inga underarter finns listade i Catalogue of Life.